# Life Savers
Life Savers è un marchio di caramelle e mentine statunitensi a forma di salvagente inventate nel 1912 da Clarence Crane. Si possono considerare come le antagoniste delle caramelle Polo.
Lo slogan che si trova sul sito ufficiale recita "A hole lot of fun", che in inglese è un gioco di parole in quanto "a whole lot of fun" significa "un sacco di divertimento" e cambiando la parola "whole" con "hole" (che ha la stessa pronuncia) si ottiene "un buco di divertimento".

## Storia

### Creazione
Le caramelle Life Savers sono state inventate nel 1912 da Clarence Crane (padre del poeta Harold Hart Crane), un produttore di cioccolato del Cleveland, Ohio, che voleva creare un prodotto che non si sciogliesse con il caldo dell'estate. Così ingaggiò un produttore farmaceutico che lo aiutasse a creare una caramella dalla forma piatta e tonda con un buco centrale, diversa da quelle rettangolari famose in tutta Europa. Crane riuscì a creare il buco in mezzo alla caramella grazie a uno strumento usato dai farmacisti per produrre pillole. Il risultato fu una caramella che richiamava l'aspetto classico del salvagente rosso e bianco utilizzato, ad esempio, a bordo delle navi. Il fatto poi che questo modello di salvagente fosse divenuto particolarmente famoso a causa dell'affondamento del Titanic, avvenuto proprio nel 1912, convinse Crane a chiamare le sue caramelle "Life Savers", il termine inglese per "salvagente".

### Vendita e successo
Il prodotto originale (Crane's Peppermint Life Savers) venne inizialmente commercializzato come mentina per l'alito e non come caramella. Lo slogan iniziale recitava For That Stormy Breath e offriva una soluzione per migliorare un "alito tempestoso".
La prima confezione originale mostrava un vecchio marinaio che lanciava un salvagente a una ragazza che stava nuotando. Le caramelle Life Savers sono diventate famose anche perché erano confezionate in un involucro in alluminio che le manteneva fresche. L'involucro veniva fabbricato manualmente fino al 1919, quando fu progettata una macchina per automatizzare il processo.
Il successo del marchio arrivò quando il proprietario Noble collaborò con la catena di negozi United Cigar Stores per vendere le Life Savers a 5 centesimi nei loro negozi posizionandole alla cassa e sostituendole ai chiodi di garofano come cura per il cattivo alito.

## Cambio di proprietà
Clarence Crane registrò il suo marchio Life Savers come "Crane's Peppermint Life Savers" e vendette i diritti nel 1913, prima che le caramelle diventassero popolari, a Edward Noble e J. Roy Allen di New York per 2.900 dollari.
Noble e Allen formarono la società Mint Prods. Co. per commercializzare la caramella, fornita inizialmente da Crane, che in seguito non trasse mai beneficio dal successo delle Life Savers.
Nel 2000 Kraft Foods ha comprato il marchio Life Savers introducendo nuovi gusti.
Nel 2004 l'azienda di gomme da masticare William Wrigley Jr ha comprato i diritti Life Savers dalla Kraft in un accordo di 1,5 milioni di dollari che comprendeva anche il marchio Altoids.

## Produzione
Le Life Savers sono state prodotte in Michigan fino al 2002.
Nel 2002 la produzione è stata spostata in Canada perché il costo dello zucchero lì è più basso.

## Gusti
Il gusto originale della caramella era Pep-O-Mint, menta piperita. In seguito sono state aggiunti più di 40 gusti e varietà di sapori e colori.
Nel 1918 è stato introdotto il gusto Wint-O-Green.
Nel 1935 è stata creata per la prima volta la confezione popolare con 5 gusti che conteneva arancia, limone, lime, ananas e ciliegia.
Dal 1920 al 1930 Noble si è concentrato nel creare nuovi gusti alla frutta tra cui fragola, cocco, mandarino e altri ancora. La tecnologia per creare caramelle alla frutta era un po' diversa da quella utilizzata per le caramelle alla menta e il processo per perfezionarle ha richiesto molto tempo e sforzo.
Nel 1921 era in circolazione il gusto di violetta, introvabile al giorno d'oggi.
Nel 1992, quando il marchio apparteneva ancora alla Kraft, è stata introdotta la linea di caramelle gommose Gummi Savers, ma ne è stata iniziata la commercializzazione solo nel 1993, in concomitanza con lo spot pubblicitario programmato per maggio.
Nel 2004 la classica confezione da 5 gusti è stata cambiata, sostituendo i gusti del classico rotolo con i gusti arancia, ciliegia, ananas, lampone e cocomero.
Negli anni seguenti sono stati introdotti i gusti anice, rum, coca-cola e birra, e nel 2007 le versioni Life Savers senza zucchero.
Nel 2008 sono state introdotte le gomme da masticare anch'esse in diversi gusti.
Nel 2009 sono state aggiunte al marchio le caramelle gommose ricoperte di zucchero.

## Confezione
Oltre che nella classica confezione a forma di rotolo contenente 5 gusti differenti, le Life Savers vengono vendute anche in altre confezioni quali sacchetti, pacchetti e scatole.

## Valori nutrizionali
Quattro caramelle di una confezione Life Savers al gusto frutta equivalgono a 45 calorie con lo zero percento di grassi, proteine e sodio, 11 grammi di carboidrati e 9 grammi di zucchero.

## Promozione
Nel 1996 venne venduto un gioco di nome Chomp basato sulle caramelle gommose Life Savers.
Il primo spot pubblicitario delle caramelle gommose Gummi Savers ritraeva le caramelle che danzano il conga. In seguito le caramelle furono scelte per sponsorizzare gli MTV Rock and Skate, concerti estivi ed eventi sportivi del 1998, e successivamente per il videogame Croc 2.
La pubblicità delle caramelle è stata creata dalla Pixar e diretta da John Lasseter e ha vinto un Clio Award.